# Rovna
Pour les articles homonymes, voir Rovna (homonymie).
Rovna (en cyrillique : Ровна) est un village de Bosnie-Herzégovine. Il est situé dans la municipalité de Bugojno, dans le canton de Bosnie centrale et dans la fédération de Bosnie-et-Herzégovine. Selon les premiers résultats du recensement bosnien de 2013, il compte 659 habitants.

## Démographie

### Évolution historique de la population
| 1948 | 1953 | 1961 | 1971 | 1981 | 1991 | 2013 |
| ---- | ---- | ---- | ---- | ---- | ---- | ---- |
| -    | -    | 559  | 668  | 692  | 708  | 659  |

|  |

### Communauté locale
En 1991, la communauté locale de Rovna comptait 1 379 habitants, répartis de la manière suivante :